# A due calci dal paradiso
A due calci dal paradiso è un film del 2006 diretto da Fabio Martina. La pellicola è ambientata a Quarto Oggiaro, nella periferia milanese.

## Trama
Due ragazzi milanesi diciassettenni, un difensore e un attaccante, sognano di giocare in Serie A. Un giorno uno di loro, l'attaccante Francesco Siano, viene convocato per fare un provino con la primavera dell'Inter, ma non viene a saperlo perché l'amico difensore, a cui era stato affidato il compito di dargli la lieta notizia, decide di non informarlo e di presentarsi al provino al posto suo. Alla fine a scuola gli amici informano Siano che doveva andare al provino e lui fa una corsa per arrivare in tempo al provino. Alla fine tutti e due entrano nella primavera dell'Inter.

## Riconoscimenti
- 2006 - Sport Movies & Tv - Milano International FICTS Fest
  - Premio opera prima - Menzione d'onore